# 小行星13992
小行星13992（13992 Cesarebarbieri）是一颗绕太阳运转的小行星，为主小行星带小行星。该小行星于1993年3月17日发现。

## 轨道参数
小行星13992的轨道半长轴为2.3714833 UA，离心率为0.100。